# 里德城 (密歇根州)
里德城（英語：Reed City）是一個位於美國密歇根州奧西歐拉縣的城市。根據2010年美國人口普查，該地共人口2425人，而該地的面積約為5.53平方千米。同時該地也是奧西歐拉縣的縣治。

## 地理
里德城的座標為43°52′30″N 85°30′36″W / 43.87500°N 85.51000°W，而該地的平均海拔高度為317米（即1040英尺）。